# Emmanuelle 2.
Az Emmanuelle 2., más címen Emmanuelle, az Antiszűz, eredeti francia címén Emmanuelle l’antivierge, 1975-ben bemutatott színes francia erotikus film, az Emmanuelle-sorozat második darabja, Francis Giacobetti rendezésében, Sylvia Kristel, Umberto Orsini, Frédéric Lagache és Catherine Rivet főszereplésével, Emmanuelle Arsan thai–francia írónő hasonló című, 1960-ban megjelent regénye alapján. Magyarországon kábeltelevíziós hálózatok sugározták, videókazettán ill. DVD-n került forgalomba.

## Cselekmény
A főszereplő Emmanuelle (Sylvia Kristel) hajóval indul Hongkongba férjéhez, Jeanhoz. Jegye első osztályú kabinra szól, mégis egy túlzsúfolt női hálóteremben kénytelen éjszakázni, függőágyon. Az éjszaka közepén felébreszti őt egy másik francia nő, és elpanaszolja, hogy fél a női hálótársak között aludni, mert még iskolás korában, Makaón három filippinó nő megerőszakolta. Amikor a nő bevallja, hogy élvezte a dolgot, Emmanuelle felismeri a nyílt kihívást, és szexel vele.
Hongkongba érezve Emmanuelle találkozik férjével Jeannal (Umberto Orsini), aki saját szeretői után jár, de felesége, némi noszogatás árán ráveszi, hogy vele is szexeljen. Ezután Emmanuelle belemerül a Hongkongban élő gazdag európaiak léha társasági életébe. Egy akupunktúrás műhelyben a kezelés hatására orgazmust él át. Megismerkedik férje egyik szeretőjének nevelt lányával, a serdülőkorú Anna-Mariával (Catherine Rivet), aki bevallja neki, hogy még szűz. Emmanuelle úgy érzi, ez ellen sürgősen tennie kell valamit.
A történet további részében Emmanuelle változatos nemi aktusokban vesz részt, többek között Anna-Maria feketebőrű tornatanárával, majd a sportpálya férfiöltözőjében egy tetőtől talpig tetovált, leizzadt lovaspóló-játékossal (Venantino Venantini). Ellátogat egy thai masszázs-szalonba férjével és Anna-Mariával együtt, ahol ugyanezt teszik mindhármukkal. (A három masszőz egyike Laura Gemser). Egy füst alatt Emmanuelle leszbikus praktikákkal próbálja ágyába csábítani Anna-Mariát, egyelőre sikertelenül. Később Emmanuelle beöltözik helyi prostituáltnak, és szolgálatba áll egy rossz hírű hongkongi nyilvánosházban. Tengerészek csoportjával szeretkezik, de mély erkölcsi felháborodással visszautasítja egy férfiismerősének közeledését, aki a ház zsetonjaival zsetonjaival akarja őt kifizetni, ahogy a többi prostituáltat szokták. Kalandjait és élményeit Emmanuelle rendszeresen megosztja és megvitatja férjével is.
Végül Emmanuelle gondoskodik Anna-Maria szüzességének megszüntetéséről. Hármasban Balira utaznak, ahol a közös hálószobában Emmanuelle hármas szexpartit szervez, itt Jean (Emmanuelle aktív közreműködésével) magáévá teszi Anna-Mariát. A film végén Emmanuelle hosszan és elégedetten tekint bele a kamerába.

## Szereposztás
| Szerep            | Színész                                    | Magyar hangja (1. szinkron) |
| ----------------- | ------------------------------------------ | --------------------------- |
| Emmanuelle        | Sylvia Kristel                             | Huszárik Kata               |
| Jean              | Umberto Orsini                             | Forgács Péter               |
| Christopher       | Frédéric Lagache                           | N/A                         |
| Anna-Maria        | Catherine Rivet                            | N/A                         |
| Ingrid            | Caroline Laurence                          | N/A                         |
| Igor              | Henry Czarniak                             | N/A                         |
| Peter             | Tom Clark                                  | N/A                         |
| Masszőzök         | Laura Gemser Eva Hamel Christiane Gibeline | N/A                         |
| Lovaspóló-játékos | Venantino Venantini                        | N/A                         |

- További magyar hangok: Bálizs Anett, Bartók László, Kelemen Kata, Magyar Bálint, Mezei Kitty, Stern Dániel, Tokaji Csaba, Zborovszky Andrea

## Érdekességek
- A film 1975 végére elkészült Emmanuelle: The Anti-Virgin (Emmanuelle, az Antiszűz) nemzetközi címmel, de az amerikai cenzúrabizottság a cím megváltoztatására kötelezte a gyártót. A filmet az Egyesült Államokban Emmanuelle 2 címen mutatták be.
- A filmet a pornófilmeknek megfelelő „X” kategóriába sorolták. Yves Rousset-Rouard producer panaszt nyújtott be a párizsi közigazgatási bíróságra, ahol hosszas hivatali eljárás után 1978 januárjában engedélyezték a film vetítését a franciaországi mozikban, enyhébb („16 éven felülieknek”) besorolással.
- Just Jaeckin első, 1974-es Emmanuelle-filmjében Jeant, a férjet Daniel Sarky alakította. Giacobetti, a második film rendezője ezt a szerepet Umberto Orsininek adta.